# エヌシーバス

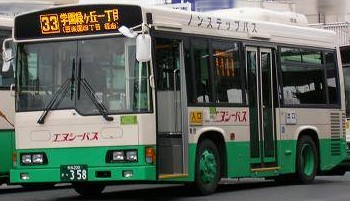
エヌシーバス一般路線バス

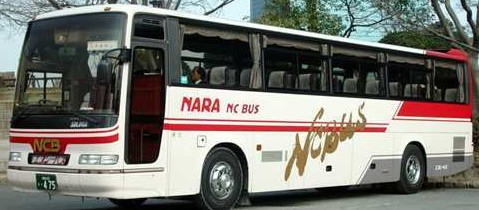
エヌシーバス観光バス（後に奈良交通に移管）

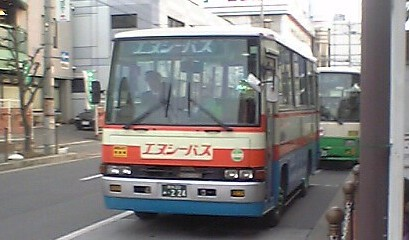
旧塗色エヌシーバス一般路線バス

エヌシーバス株式会社は、奈良県の路線バスおよび貸切バス事業を行うバス事業者。エヌシー（NC）は "NARA CONVENIENT" を意味する。奈良交通の完全子会社で、奈良交通より移管された路線の運行を担う。奈良交通とともに近鉄傘下の近鉄グループに属する。営業所は大和郡山市白土町に所在する郡山営業所のみで、奈良交通奈良営業所と同一敷地内に設置されている。

## 概要
1988年に奈良交通100%出資の子会社として設立され、奈良交通より移管されたマイクロバス路線を運行しているほか、奈良交通の小型バス運行路線の一部を受託している。奈良県内および京都府内の一部市町村のコミュニティバスの受託運行や運転者派遣業務も行うる。また小型貸切バス事業も行っており、1989年には壷阪観光を買収することで事業規模を拡大した。
主に人件費を中心とするコスト削減という目的により設立されたが、奈良県は大阪都市圏に近く通常の分社化では給与レベルを下げることが難しい ことから、マイクロバス専門として労働形態そのものを変更することで低コスト運行を実現したものである。この結果、大型バスを100%とすると73%にまでコストが削減され、不採算路線の維持も可能となった。
磁気式バスカード、交通系ICカードのCI-CA（奈良交通）、PiTaPa（スルッとKANSAI）にも対応済みで、利用者にとっては奈良交通と同様のサービスレベルが享受できる。また、2016年4月1日よりSuicaなど交通系ICカード全国相互利用サービスにも対応した。
2000年代以降は、エヌシーバス営業所の本体への再統合の動きもあり、2006年3月31日、葛城営業所、吉野営業所は奈良交通に統合された。翌2007年10月1日には、エヌシーバス郡山営業所の一部が奈良交通に統合された。ただし、コミュニティバスの自治体との契約はエヌシーバス名義である。また、平群地区の路線はエヌシーバス直営となっている。
なお、近年は奈良交通本体の給与レベルも低下していることから、給与面でのエヌシーバスとの格差はほぼなくなっており、当初の会社設立目的であった人件費削減の効果は薄れつつある。
以前、八木駅 - 関西空港間の空港リムジンバスで、車両がエヌシーバス、運転者が奈良交通で運行されていた時期があった。これは近畿運輸局により、この路線開業以前に事故等を起こしていた奈良交通に対し新規路線の運行停止措置が課せられていたため、やむなく子会社のエヌシーバスの路線として開業し、奈良交通に運転業務を委託するという形で運行していたものである。現在はこの措置は解かれ、車両・運転者とも奈良交通により運行されている。

## 営業所
- 郡山営業所（大和郡山市白土町）

奈良交通奈良営業所の敷地内に併設されている。

## 運行路線

### 直轄路線
「エヌシーバス」と標記された車両で運行する。

#### 平群住宅線
2018年3月17日現在、90系統は日中の平群駅行きのみ、92系統は平日15時台に1本のみ運転。
- 90 : 元山上口駅 → 緑ヶ丘ショッピングセンター前 → 若葉台公園前 → 健民運動場前 → 老人福祉センター前 → 平群駅

この系統はかつて存在した元山上口駅行も、平群駅行と同じ経路であったが、地元からの要請で元山上口駅行がその地区の丘の上の方を通るように経路変更されたため、この系統は往路と復路で経路そのものが違うという特徴があった。そのため同じバス停名でも位置する道路自体が違うバス停があり、それらはエヌシーバスの地図では別のバス停として案内していた。
かつては吉新商店街前が終点であったが、平群駅駅前の再開発に伴う経路変更で平群駅に乗り入れるようになった。その後、駅前再開発の進展による経路変更で、元山上口駅行きのみ停車していた吉新商店街前が廃止された。
- 91 : 平群駅 - 中央公民館前 - (はなさとこども園) - 健民運動場前 - (平群中学校) - 若葉台公園前 - 緑ヶ丘ショッピングセンター前 - 元山上口駅

括弧内のバス停は、元山上口駅行のみ停車。
この系統は前述の90系統と同じ理由で往路と復路で経路そのものが違うという特徴があった。そのため、同じバス停名でも位置する道路自体が違うバス停があり、それらはエヌシーバスの地図では別のバス停として案内している。
この系統も、かつて元山上口駅行のみの運行だった時代は吉新商店街前発であったが、90系統と同じ理由で平群駅発になった。また平群駅前の再開発に伴う経路変更で、現在は平群駅行も運行されるようになった。
- 92 : 元山上口駅→緑ヶ丘ショッピングセンター前→北小学校前→緑ヶ丘北→緑ヶ丘東→南公園前→緑ヶ丘商店街前→元山上口駅（緑ヶ丘循環）
- 95 : 元山上口駅 - 亀の井ホテル大和平群（旧かんぽの宿大和平群）
- 97 : 東山駅→緑ヶ丘東→南公園前→北小学校前→緑ヶ丘北→東山駅（緑ヶ丘循環）

廃止系統
- 93 : 平群駅→（この間上記の91系統に同じ）→元山上口駅→（この間上記の92系統に同じ）→元山上口駅
- 94 : 元山上口駅→（この間上記の92系統に同じ）→元山上口駅→（この間上記の90系統に同じ）→平群駅

2016年3月19日のダイヤ改正で上記2系統は廃止された。

#### 近畿大学奈良病院線
- 96 : 東山駅 - 菊美台（きくみだい）四丁目 - 近畿大学医学部奈良病院

96系統と97系統を乗り継ぐ場合、東山駅下車時に乗務員に申告すれば乗継料金が適用される。

### 受託路線
いずれも奈良交通奈良営業所管轄の小型バス運行路線を受託し、「奈良交通」と標記された車両で運行する。
★印は2007年（平成19年）10月1日、エヌシーバス郡山営業所の直轄路線から、奈良交通奈良営業所に移管した上で受託するという形に変更された系統。
奈良交通グループのホームページにダイヤ改正などのニュースリリースが掲載される場合、これらの受託路線は「NC郡山管内」と記載される。特に2007年（平成19年）10月1日以前より受託している各路線は、バス車内に掲出の路線図・運賃表には「奈良営業所管内」ではなく「NC郡山管内」と記載されるほか、停留所掲出の時刻表には問い合わせ先としてエヌシーバス郡山営業所の電話番号が記載されていることが多い。

#### 笠置線
- 96 : JR奈良駅西口 - 油阪船橋商店街前 - 近鉄奈良駅 - 県庁前 - 東之阪町 - 緑ヶ丘浄水場前 - 長尾町 - 中の川 - 岩船寺口（がんせんじぐち） - 須川（すがわ） - 下狭川（しもさがわ）
- 105 : JR奈良駅西口 - （この間上記の96系統に同じ） - 下狭川 - 広岡
- 106 : JR奈良駅西口 - （この間上記の96系統に同じ） - 須川 - 興東（こうとう）中学校 - 須川 - 下狭川 - 広岡

奈良交通奈良営業所の中型バスも使用。長尾町－広岡間は自由乗降区間となっている。
2010年3月19日時点では、106系統は平日のみの運行で、興東中学校の休校日は105系統での運行に変更となっていた。
2013年3月17日、JR奈良駅の乗り場がこれまでの東口から西口に変更された。

#### 四条大路線
- 8 : 新大宮駅前 - 奈良市庁東口（四条大路南口ゆきのみ）・新大宮駅（新大宮駅前ゆきのみ） - 奈良市庁前 - 三笠中学校前 - 四条大路南町　★
- 9 : JR奈良駅 - JR奈良駅西口 - 三条添川町 - 三笠中学校前 - 四条大路南町　★
- 10 : JR奈良駅西口 - 三条添川町 - 三笠中学校前 - 四条大路南町　★

2010年3月19日現在、9系統は土曜・休日に1往復のみを、10系統は1日1往復のみを運行。

#### 八条町線
- 16 : 杉ヶ中町→本子守町→近鉄奈良駅→油阪船橋商店街前→JR奈良駅→大森町→大安寺→南京終町→八条町一丁目→杏中町
- 19 : 近鉄奈良駅→油阪船橋商店街前→JR奈良駅→大森町→大安寺→南京終町→八条町一丁目→杏中町
- 19 : 杏中町→八条町一丁目→南京終町→大安寺→大森町→三条川崎町→JR奈良駅→油阪船橋商店街前→近鉄奈良駅
- 20 : 杏中町→八条町一丁目→南京終町→大安寺→大森町→三条川崎町→JR奈良駅→油阪船橋商店街前→近鉄奈良駅→県庁前

2010年3月19日現在、16系統は平日に杏中町ゆき1本のみを、20系統は平日に県庁前ゆき5本を運行。

#### 済生会奈良病院線
- 22 : 県庁前 - 近鉄奈良駅 - 油阪船橋商店街前 - JR奈良駅 - 三条川崎町 - 三条大宮町 - 南添川 - 恋の窪町 - 大安寺西口 - 済生会奈良病院 - 県立図書情報館
- 23 : 県庁前 - （この間上記の22系統に同じ） - 済生会奈良病院

#### 南福祉センター線
- 21：南福祉センター→下山→藤原台→奈良佐保短期大学→鹿野園町→古市老人憩の家→古市→横井→南福祉センター（東循環）
- 22：南福祉センター→下山
- 31：南福祉センター→神殿→JR奈良駅西口→杏中町→東九条町→南福祉センター（西循環）
- 31：神殿→JR奈良駅西口→杏中町→東九条町→南福祉センター

2011年4月8日に新設された。南福祉センターの休館日である日曜、月曜、祝日の翌日（敬老の日は運行、秋分の日は運休）、年末年始は運休する。使用される車両は日野・ポンチョである。無線を使用する。

#### 六条山線
- 64 : 西の京駅 - 六条柳町 - 奥柳 - 六条山ー奈良県総合医療センター
- 65 : 西の京駅 - 六条柳町 - 奈良国立医療センター - 奥柳 - 六条山ー奈良県総合医療センター
  - 平日の昼間に1時間に1本走っている。2011年11月14日より運行開始した[4]。

小型バスのほか、奈良交通奈良営業所の中型バスも使用している。

#### 赤膚六条山線
- 67 : 西の京駅 - 六条柳町 - 五条山団地 - 赤膚山（あかはだやま）

2010年3月19日現在、平日は3往復のみを、土曜・休日は2往復のみを運行。赤膚山で学園前駅（南）発着のバス（23系統＝奈良交通北大和営業所の項を参照）と連絡し、乗り継ぎ運賃も設定されている。
- 68 : 奈良県総合医療センター- 六条山 - 国立奈良医療センター - 五条山団地 - 赤膚山
- 69 : 奈良県総合医療センター - 六条山 - 五条山団地 - 赤膚山

2018年3月17日改正より試験運行という形での事実上の復活。平日は3往復、土曜・休日は2往復運転し、平日のみ国立奈良医療センターを経由する。
67系統と違い、赤膚山での乗り継ぎ運賃は設定されていない。

#### 郡山若草台線
- 37：近鉄郡山駅 - やまと郡山城ホール - 郡山天理教前 - 旭ヶ丘住宅 - 奈良県総合医療センター

2018年3月17日より、七条西町（同年5月1日に奈良県総合医療センターに改名）を経由するようになった。
2023年10月1日：奈良県地域交通改善協議会での協議結果に基づき、これまでの38系統　「近鉄郡山駅 - （この間上記の37系統に同じ） - 奈良県総合医療センター - 荒新田（あらしんでん） - 丸山橋 - 若草台」　の運行区間が短縮されて37系統に変更される。

#### 奈良学園線
- 55 : 小泉駅東口 - 奈良学園（途中山田町のみ停車）　★

一部のみ。奈良交通西大和営業所と共用する。奈良学園公式サイトで小型バス運行便は「◎」が付けられている。

#### 小泉法隆寺線
- 81 : 法隆寺駅 - 興留（おきどめ） - 中宮寺前 - 法起寺前 - 片桐西小学校 - 小泉 - 小泉駅（西）

2007年（平成19年）10月1日運行開始。
2023年10月1日時点では、土曜ダイヤ施行日に1日1往復のみを運行（平日ダイヤ・休日ダイヤ施行日は運行されていない）。

#### 法隆寺線
- 72 : 法隆寺駅 - 興留 - 中宮寺前 - 法隆寺前 - 法隆寺参道　★

#### かしの木台住宅線
- 66 : 法隆寺駅 → 興留 → 安富橋 → 法隆寺国際高校 → 西安堵→安堵町役場 → かしの木台一丁目 →安堵町役場→ 西安堵 → 安富橋 → 興留 → 法隆寺駅　★
- 67 : 法隆寺駅 → 興留 → 安富橋 → 西安堵 →安堵町役場→ かしの木台一丁目 → 安堵町役場 → 西安堵→法隆寺国際高校 → 安富橋 → 興留 → 法隆寺駅　★
- 70 : 法隆寺駅 - 興留 - 安富橋 - 西安堵 - 安堵町役場 - かしの木台一丁目 - 住江織物　★
- 76 : 法隆寺駅 - 興留 - 安富橋 - 西安堵 - 安堵町役場 - かしの木台一丁目　★

2010年3月19日時点では全体的に本数は少なく、66系統は平日朝方に1本のみを、67系統は平日夕方に3本、70系統は平日・土曜（休日の場合を除く）それぞれ朝夕に合計3往復を運行。
66・67系統は、法隆寺国際高校の休校日は76系統での運行に変更となる。
安堵町役場を経由する。その他にも農協前、東安堵東口、安堵中央公園前が設定されている。安堵町役場では安堵町コミュニティバスの平端駅方面と笠目方面に連絡する。

### 安堵町コミュニティバス
南回ルート
- 法隆寺駅→興留→西安堵→カルチャー福祉センター→安堵町役場→農協前→東安堵東口→かしの木台一丁目→窪田中→平端駅→窪田中→かしの木台一丁目→安堵町役場→カルチャー福祉センター→西安堵→興留→法隆寺駅
- 法隆寺駅→興留→西安堵→安堵町役場→かしの木台一丁目→窪田中→平端駅→窪田中→かしの木台一丁目→安堵町役場→西安堵→興留→法隆寺駅
- 法隆寺駅→興留→西安堵→安堵町役場→かしの木台一丁目→窪田中→平端駅→窪田中→かしの木台一丁目→安堵町役場(土日祝のみ)

中通りルート
- 法隆寺駅→興留→西安堵→安堵町役場→岡崎→平端駅→岡崎→安堵町役場→西安堵→興留→法隆寺駅
- 法隆寺駅→西安堵→カルチャー福祉センター→安堵町役場→岡崎→平端駅→岡崎→安堵町役場→カルチャー福祉センター→西安堵→法隆寺駅

中通り→南回ルート
- 法隆寺駅→興留→西安堵→カルチャー福祉センター→安堵町役場→岡崎→平端駅→窪田中→かしの木台一丁目→安堵町役場→カルチャー福祉センター→西安堵→興留→法隆寺駅
- 法隆寺駅→興留→西安堵→安堵町役場→岡崎→平端駅→窪田中→かしの木台一丁目→安堵町役場(平日のみ)

南回→中通りルート
- 法隆寺駅→興留→西安堵→カルチャー福祉センター→安堵町役場→農協前→東安堵東口→かしの木台一丁目→窪田中→平端駅→岡崎→安堵町役場→カルチャー福祉センター→西安堵→興留→法隆寺駅

廃止系統
- 平端駅 →窪田中 →かしの木台一丁目 →安堵町役場→西安堵→法隆寺駅

安堵町役場で76・70・67・66の各系統に乗り継ぎができる。
2019年4月1日から興留と安富橋にも停車する。

### 平群町コミュニティバス
西山間ルート
- 平群駅 - 総合スポーツセンター - 福貴畑集落センター
- 福貴畑集落センター - 総合スポーツセンター - 平群駅
- 平群駅 - 総合スポーツセンター - 福貴畑集落センター北 - 東山駅
- 東山駅 - 福貴畑集落センター北 - 総合スポーツセンター - 平群駅

南ルート（左近くん号）
- 平群駅 - 椿井交差点南 - 竜田川ネオポリス - 竜田川駅東側 - 平群駅
- 平群駅 - 竜田川駅東側 - 竜田川ネオポリス - 椿井交差点南 - 平群駅

北ルート（長屋くん号）
- 平群駅 - 平群町役場 - 元山上口駅 - 月見台 - 東山駅 - 道の駅 - プリズム平群 - 南保育園 - 平群駅
- 平群駅 - 南保育園 - プリズム平群 - 道の駅 - 東山駅 - 月見台 - 元山上口駅 - 平群町役場 - 平群駅

現在は南ルートと北ルートの基点を東山駅から平群駅に変更した。

### 廃止・撤退路線
- 25 : 矢田山町 - 泉原町 - 片桐西小学校 - 小泉 - 小泉駅（西）（小泉矢田線。NC郡山の直轄）　※ 2007年（平成19年）10月1日、郡山小泉線の運行開始に伴って廃止[7]。
- 71：法隆寺前 - 法隆寺駅 - 城古 - 唐院西口 - 結崎 - 結崎駅（結崎線）
- 70：法隆寺駅 - 城古 - 唐院西口 - 結崎 - 結崎駅（結崎線）
- 68・69・77：法隆寺駅 - 東安堵 - 岡崎 - 額安寺口 - 平端駅（法隆寺平端線）
- 15・68： 桜井駅北口 - 三輪明神参道口 - 大泉 - 田原本南 - 百済寺前（桜井百済線）
- 67：桜井駅北口 - 三輪明神参道口 - 大泉 - 田原本南 - 田原本バスセンター（桜井百済線）
- 74：田原本バスセンター - 田原本南 - 田原本中央体育館 - 大平橋
- 99 祝園駅 - 精華町役場 - 乾谷口 - 東畑 - 東畑鳥谷（東畑鳥谷線）
元は平城営業所の担当だったが、NC郡山に移管して2年間運行後、2006年3月31日をもって廃止された。
その後、精華町コミュニティバス「精華くるりんバス」が運行されている。
- 35 : JR奈良駅 - 油阪船橋商店街前 - 近鉄奈良駅 - 県庁前 - 奈良ホテル - 紀寺町 - 古市 - 下山 - 窪之庄 - 奈良東病院（高樋線）
- 55 : 法隆寺駅 - 奈良学園（奈良学園線）

#### 藺町（いのまち）線
- 83 : 公団郡山駅前団地 - JR郡山駅 - 杉町 - 県営稗田（ひえだ）団地 - 丹後庄町 - 筒井駅 - 小泉駅東口　★
- 84 : JR郡山駅 - 杉町 - 県営稗田団地 - 丹後庄町 - 筒井駅 - 小泉駅東口　★
- 85 : 県営稗田団地 → 杉町 → JR郡山駅　★

2010年3月19日時点、全体的に本数は少なく、83系統は日曜・祝日に1往復のみを、85系統は平日・土曜（休日の場合を除く）にJR郡山駅ゆき1本のみを運行。2011年11月14日改正で廃止となった。

#### 学園緑ヶ丘線
- 33 : 学園前駅（北） - 百楽園五丁目 - 学園緑ヶ丘一丁目　★

2013年3月17日のダイヤ改正にて奈良交通北大和営業所に移管された。

#### あやめ池線
- 33 : 学園前駅（南）→あやめ池駅→疋田（ひきた）→菅原西町→阪奈菅原→菅原神社前→疋田→あやめ池駅→学園前駅（南）（あやめ池循環）
- 49 : JR奈良駅西口 - 三条添川町 - 三笠中学校前 - 奈良市庁前 - 宮跡庭園 - 二条大路南一丁目 - 二条大路南二丁目 - 二条大路南五丁目 - 菅原神社前 - 疋田 - あやめ池駅 - 学園前駅（南）

2013年3月17日のダイヤ改正にて、33系統は奈良交通北大和営業所に移管され、系統番号が「36」に変更された。なお、本数の少なかった49系統は同日のダイヤ改正にて廃止された。

#### 国保中央病院線
- 21 : 田原本バスセンター - 国保中央病院　★

国保中央病院が休診となる日曜・祝日および第2・第4土曜日は運休となっていた。
2017年4月1日のダイヤ改正にて廃止され、病院送迎のバスに置き換えられた。

#### 郡山小泉線
- 20 : 近鉄郡山駅 - やまと郡山城ホール - 郡山天理教前 - 矢田筋 - 矢田口町西口 - 奈良高専 - 横山口 - 矢田寺
- 71 : 近鉄郡山駅 - やまと郡山城ホール - 郡山天理教前 - 矢田筋 - アピタ - 矢田口町西口 - 奈良高専 - 横山口 - 矢田山町 - 泉原町 - 片桐西小学校 - 慈光院 - 片桐小学校 - 小泉駅東口
- 72 : 近鉄郡山駅 - やまと郡山城ホール - 郡山天理教前 - 矢田筋 - 矢田口町西口 - （この間上記の71系統に同じ） - 小泉駅東口
- 73 : 矢田山町 - （この間上記の71系統に同じ） - 小泉駅東口

2007年（平成19年）10月1日、郡山斑鳩線と小泉矢田線を統合する形で運行開始。以来、当所の小型バスと奈良交通西大和営業所の大型バスで運行されてきたが、2023年3月18日のダイヤ変更にて西大和営業所での単独運行（全便大型バスで運行）に変更された。なお共管時代、停留所掲出の時刻表（奈良交通グループホームページからも閲覧可能）には当所の小型バス運行便には「N」のマークが付けられていた。

## 運転者派遣業務先
- 木津川市立幼稚園送迎バス（京都府木津川市）
- 奈良柳生カントリークラブ 送迎バス（奈良市）
- 永田眼科送迎車
- 奈良学園中学校・高等学校スクールバス（奈良県大和郡山市）
- 釜屋化学工場 - 平端駅・法隆寺駅
- 光洋機械 - 結崎駅・法隆寺駅
- 光洋サーモ - 結崎駅

## 車両
メーカーはいすゞと日野製の車両を採用するが、わずかながら三菱製も存在する。これは1989年に買収した壺阪観光に三菱車が在籍していたため で、奈良交通本体には見られない特徴である。 また閑散路線やコミュニティバス用に三菱ふそう・ローザ、トヨタ自動車の路線バス仕様のマイクロバスもわずかながら在籍する。2019年1月現在はいすゞ自動車製の車両は在籍していない。
路線車両はマイクロバスや同等の小型車が中心で、塗色は奈良交通と同一塗色であるが、正面や側面に「エヌシーバス」と記され、鹿の絵が入らないことなどから区別は容易である。
貸切車両の塗色は、薄いピンクをベースにワインレッドの帯を配した独自色となっている。